# Das Geschenk (Roman)
Das Geschenk ist ein im Jahr 2019 erschienener Psychothriller des Schriftstellers Sebastian Fitzek, in welchem der Analphabet Milan Berg einer Entführung auf der Spur ist. Während der Verfolgungsjagd eröffnen sich ihm schließlich familiäre Abgründe, die ihn nicht nur seine Vergangenheit hinterfragen lassen, sondern auch wer er selbst wirklich ist.

## Handlung
Zu Beginn des Buches befindet sich die Hauptfigur Milan Berg im Gefängnis und erzählt einigen Insassen der JVA Tegel unter Zwang seine zuvor erlebte Geschichte. Vor der Entführung war Milan als Trickbetrüger unterwegs und hatte unter anderem, als Polizist getarnt, in einem Diner angerufen. Zu diesem Zeitpunkt arbeitete dort Andra Sturm. Nachdem diese ihn überwältigt hat, wendet sich das Blatt. Milan arbeitet daraufhin ebenfalls im Diner, und Andra Sturm wird seine Lebensgefährtin.
Zwei Jahre nach dem Überfall befinden sich Milan und Andra in einer Therapiesitzung, welche Milan aufgelöst verlässt, nachdem seine Alexie beinahe aufgeflogen wäre. Während eines anschließenden Telefonats mit seinem Vater Kurt Berg fällt Milans Blick auf ein anhaltendes Auto, in welchem ein Mädchen ein Schild ans Fenster hält. Aufgrund der Alexie kann Milan das Schild nicht lesen, spürt jedoch, dass Gefahr im Verzug ist. Er verfolgt das Auto mit dem Fahrrad, glaubt aber vorerst an ein Missverständnis, als er eine Familie daraus aussteigen und in eine Villa gehen sieht. Wenig später entdeckt er zufällig durch seine Lebensgefährtin Andra Sturm, dass es sich bei der Botschaft auf dem Schild um einen Hilferuf handelt und fährt erneut in ihrem Beisein zu der Villa. Bei dieser angekommen stellt sich heraus, dass es sich um ein leerstehendes Haus handelt. Während der Durchsuchung der Villa klingelt das Telefon, an welchem sich ein unbekannter Mann meldet und sich als „Jakob“ vorstellt. Er verlangt eine hohe Geldsumme, um im Gegenzug das Mädchen am Leben zu lassen. Milan glaubt nun, dass das Mädchen tatsächlich entführt wurde. Neben dem Telefon findet Milan zusätzlich noch eine Botschaft des Mädchens. Es handelt sich hierbei um ein Foto seiner früheren Jugendliebe Yvonne, auf welchem eine Nachricht in einem Geheimcode steht. Dieser Code stammt aus dem Buch „Das Geschenk“, welches Milan und Yvonne in ihrer Kindheit geliebt hatten. Das entführte Mädchen heißt Zoe, gleich der Hauptfigur jenes Romans.
Nun beginnt eine Verfolgungsjagd, bei der Milan nicht nur der Spur des Entführers folgt, sondern auch der Herkunft seiner Alexie auf den Grund geht. Milan erfährt im Laufe der Geschichte unter anderem, dass er in seiner Kindheit noch lesen und schreiben konnte und seine Krankheit eine absichtliche Folge einer Operation seines Kopfes war. Ebenso offenbart sich ihm die Wahrheit um den Tod seiner Mutter, die bei einem Feuer im gemeinsamen Familienhaus auf Rügen ums Leben kam. Er glaubt, dass es sich bei dem entführten Mädchen um seine eigene Tochter handeln könnte, da diese ihn mehrmals mit dem Kosenamen „Papa“ anspricht.
Zum Ende hin stellt sich schließlich heraus, dass es sich bei der Entführung um eine Täuschung handelt. Bei dem vermeintlich entführten Mädchen handelt es sich um Lynn, die Tochter von Milan und Yvonne, welche die Entführung inszeniert hatte, um ihren Vater zu finden. Ebenso erfährt Milan hierbei, dass Lynn ihre eigene Mutter festgehalten und kurz zuvor getötet hat. Sein Vater gesteht schließlich, dass Milans Alexie durch eine absichtlich herbeigeführte Hirnblutung entstanden ist. Da er von Natur aus „böse“ war, sollte das Handicap Milan davon abhalten, ein Mörder zu werden. Da Lynn die Gene ihres Vaters in sich trägt und ebenso von Natur aus „böse“ ist, stellt dieser ihr eine Falle, sodass sie sich schwer verletzt. Die Verletzung führt zur Erblindung Lynns, sodass auch sie fortan wie ihr Vater mit einem Handicap leben muss.
Zum Schluss des Buches wirft Milan den Vaterschaftstest weg, der bestätigt, dass Lynn seine Tochter ist, und lebt von nun an mit seiner Frau Andra und deren Tochter Louisa zusammen.

## Figuren
- Milan Berg: Hauptfigur, Analphabet und Lebensgefährte von Andra Sturm
- Andra Sturm: Lebensgefährtin von Milan, Mitarbeiterin im Diner
- Louisa Sturm: Tochter von Andra
- Kurt Berg: Vater von Milan
- Jutta Berg: verstorbene Mutter von Milan
- Harald Lampert: Geschäftsführer/Inhaber des Diner mit Spitznamen „Hulk“
- Yvonne: Jugendliebe von Milan und Mutter von Lynn
- Lynn: Tochter von Milan und Yvonne
- Jakob Ende: mutmaßlicher Entführer und Handlanger von Lynn, war liiert mit Yvonnes Mutter
- Solveig: Yvonnes Mutter und ehemalige Lebensgefährtin von Jakob Ende
- Prof. Patrick Karsov: ehemaliger behandelnder Arzt von Milan
- „Zeus“: Anführer der Inhaftierten in der JVA Tegel
- Frank-Eberhardt Ende: Vater von Jakob Ende

## Hintergründe
Über 6,2 Millionen Menschen der deutschen Bevölkerung sind funktionale Analphabeten. Die Lese- und Schreibfähigkeiten reichen hierbei ähnlich wie bei Fitzeks gewählter Hauptfigur nicht aus, um am gesellschaftlichen und kulturellen Leben, wie wir es kennen, teil zu haben. Die vollkommene Alexie, wie Milan Berg sie hat, ist dennoch eine Ausnahme und tritt lediglich bei 4 Prozent der Menschen auf. Inspiriert durch einen Stand des Alfa-Selbsthilfe Verbandes auf der Frankfurter Buchmesse 2017 rief Sebastian Fitzek den Analphabeten Milan Berg als Hauptfigur seines neuen Romans ins Leben. Die Handlungen Milans sowie die Art und Weise, wie er versucht, seinen Alltag trotz des Handicaps zu bewältigen, sind an einen Schicksalsbericht angelehnt. Nicht zuletzt verdankt Fitzek sein Hintergrundwissen dem Autor und Verleger Tim-Thilo Fellmer, welcher selbst einmal betroffen war und ebenfalls auf der Buchmesse auf den Analphabetismus in Deutschland aufmerksam gemacht hat. Fitzek selbst ist mittlerweile Schirmherr und damit großer Unterstützer des Alfa-Selbsthilfe Verbandes.

## Rezeption
Mit seinem Psychothriller „Das Geschenk“ hat Fitzek bereits zum zweiten Mal den Spiegel-Bestseller des Jahres geschrieben: Der Thriller-Roman war der meistverkaufte Hardcover-Roman des Jahres 2019.
Sabine Bongenberg schreibt auf der Seite Krimi-Couch.de, dass der Leser durch Fitzeks gewohnt rasante Schreibweise blitzschnell in die Geschichte reingezogen würde. Fitzek würde somit gleichzeitig eine immense Spannung aufbauen, welche jegliche Fragen nach Logik und Wahrscheinlichkeit in den Hintergrund zu drängen vermag.
Charlotte Jaunus schreibt auf T-Online.de, dass Sebastian Fitzek in seinem Roman mit dem Analphabetismus ein gesellschaftlich hoch relevantes und dennoch oft übersehenes Thema aufgreife. Dieser Bezug mache das Besondere der Geschichte aus und hebe diese von den anderen Büchern des Starautors ab.
Denis Scheck bezeichnete den Roman in Druckfrisch als „miesen Gewaltporno“.

## Textausgaben
- Sebastian Fitzek: Das Geschenk. Droemer Verlag, München 2019, 367 Seiten, ISBN 978-3-426-28154-3.